# Garinskij rajon
Il Garinskij gorodskoj okrug (in russo Гаринский городской округ?) è un distretto urbano dell'oblast' di Sverdlovsk, in Russia. Dal punto di vista della struttura amministrativo-territoriale della regione, il distretto urbano si trova entro i confini del Garinskij rajon (Гаринский район). Il centro amministrativo è l'insediamento di tipo urbano di Gari.
Il territorio del distretto è ricco di fiumi e laghi. Nella parte occidentale del distretto scorrono i fiumi Loz'va (da nord a sud) e Sosva (nella direzione opposta), che, fondendosi tra loro, danno origine al Tavda. Anche alcuni affluenti della Tavda scorrono nel distretto: Vagil', Pelym e Anep.